# Посольство України в Ірані
Посольство України в Ісламській Республіці Іран — дипломатична місія України в Ірані, розміщена в місті Тегеран.

## Завдання посольства
Основне завдання Посольства України в Тегерані представляти інтереси України, сприяти розвиткові політичних, економічних, культурних, наукових та інших зв'язків, а також захищати права та інтереси громадян і юридичних осіб України, які перебувають на території Ірану.
Посольство сприяє розвиткові міждержавних відносин між Україною і Іраном на всіх рівнях, з метою забезпечення гармонійного розвитку взаємних відносин, а також співробітництва з питань, що становлять взаємний інтерес.

## Історія дипломатичних відносин
Ісламська Республіка Іран визнала незалежність України 25 грудня 1991 року. 22 січня 1992 року було встановлено дипломатичні відносини між Україною та Іраном. У жовтні 1992 року започатковано діяльність Посольства України в Тегерані.

## Керівники дипломатичної місії
1. Майдан Іван Григорович (1993–1996), посол
2. Бутяга Володимир Іванович (1997–2000)
3. Морозов Костянтин Петрович (2000–2001)
4. Примаченко Вадим Вікторович (2002–2003)
5. Бутяга Володимир Іванович (2003–2006)
6. Овчаров Олександр Євгенович (2006-2007) т.п.
7. Логінов Ігор Борисович (2007[2]–2010[3])
8. Самарський Олександр Сергійович (2010-2014)[4]
9. Красношапка Сергій Борисович (2014-2015) т.п.
10. Бурдиляк Сергій Анатолійович (2015[5]—2022[6])
11. Кравченко Євген Олександрович (2022—2024)[7][8] т.п.
12. Андрійченко Сергій Васильович (2024—)[9] т.п.